# Курманы
Курманы (укр. Курмани) — село,
Курмановский сельский совет,
Недригайловский район,
Сумская область,
Украина.
Код КОАТУУ — 5923583801. Население по переписи 2001 года составляло 625 человек .
Является административным центром Курмановского сельского совета, в который, кроме того, входят сёла
Березняки и
Голубцы.

## Географическое положение
Село Курманы находится на левом берегу реки Сула,
выше по течению на расстоянии в 1 км расположено село Березняки,
ниже по течению примыкает село Коровинцы,
на противоположном берегу — село Константинов.
Река в этом месте извилистая, образует лиманы, старицы и заболоченные озёра.
Рядом проходит автомобильная дорога Н-07

## История
- Село Курманы известно с начала XVII века.
- Вблизи села обнаружено поселение раннего и позднего бронзового и раннего железного века.

## Экономика
- «Обрий», ООО.

## Объекты социальной сферы
- Дом культуры.

## Достопримечательности
- Братская могила советских воинов.